# Tephrina hachia
Tephrina hachia är en fjärilsart som beskrevs av Dumont 1932. Tephrina hachia ingår i släktet Tephrina och familjen mätare. Inga underarter finns listade i Catalogue of Life.